# 1312 Vassar
Az 1312 Vassar (ideiglenes jelöléssel 1933 OT) a Naprendszer kisbolygóövében található aszteroida. George Van Biesbroeck fedezte fel 1933. július 27-én.